# Родзант, Катарина

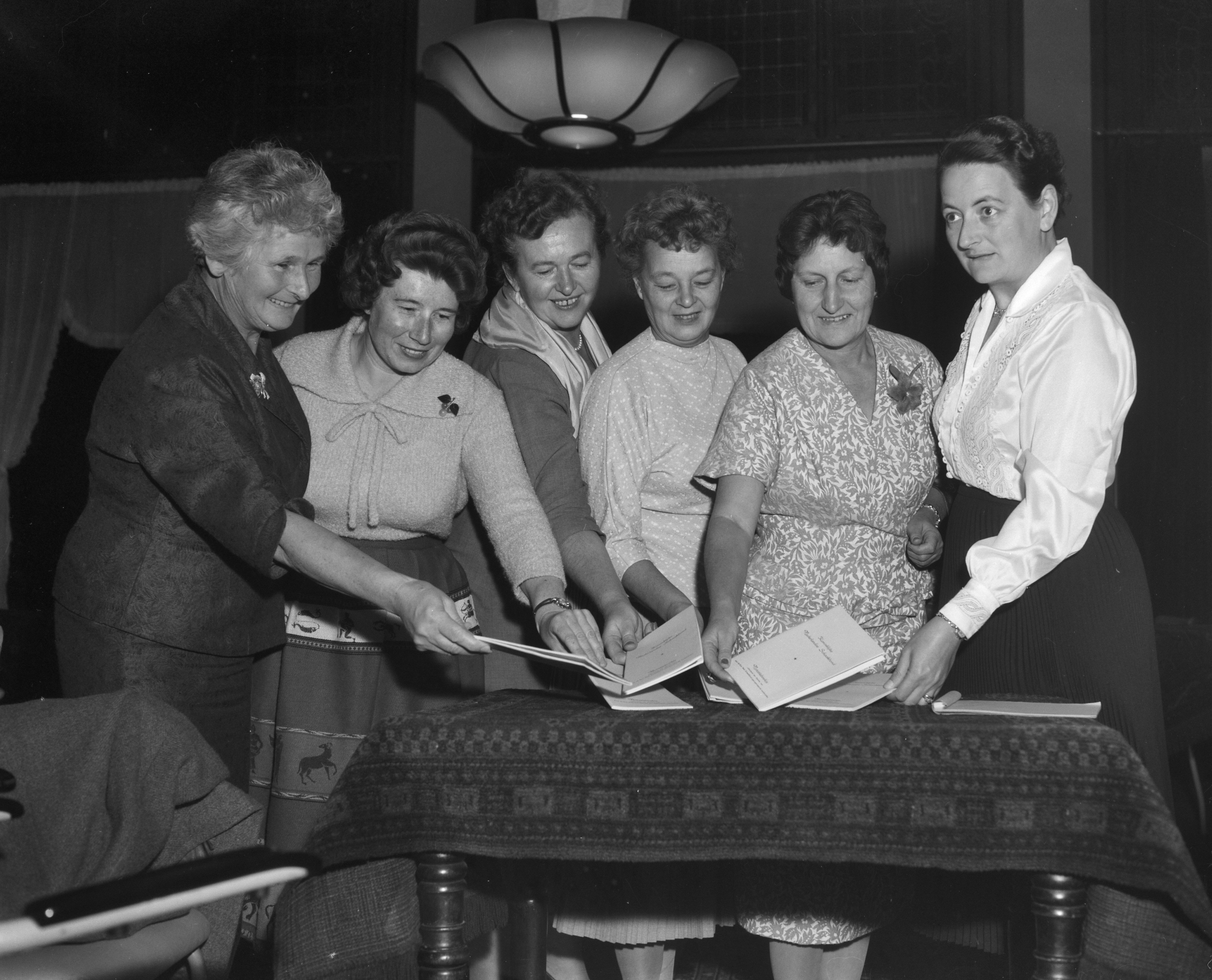
Амстердам, 21 октября 1959 г. Слева направо: К. Родзант, Ф. Хемскерк, И. Ларсен, Л. Тимофеева, Ф. Риндер, Р. Брюс.

Катарина Родзант (нидерл. Catharina Roodzant; ур. Глиммервен (нидерл. Glimmerveen); 21 октября 1896, Роттердам, Южная Голландия — 24 февраля 1999, Роттердам, Южная Голландия) — нидерландская шахматистка, трёхкратная чемпионка Нидерландов по шахматам среди женщин (1935, 1936, 1938), участница чемпионатов мира по шахматам среди женщин (1937, 1939).

## Биография
Три раза побеждала на чемпионатах Нидерландов по шахматам среди женщин (1935, 1936, 1938). В 1937 году проиграла матч за звание чемпионки Нидерландов по шахматам Фенни Хемскерк со счетом ½ : 4½. Проиграла также два матча Соне Граф в Роттердаме со счетом ½ : 3½ в 1937 году и 1 : 3 в 1939 году.
Два раза участвовала в турнирах за звание чемпионки мира по шахматам. Поделила 10—16-е место в 1937 году в Стокгольме и поделила 7—8-е место в 1939 году в Буэнос-Айресе (в обоих турнирах победила Вера Менчик). 
Представляла сборную Нидерландов на шахматной олимпиаде в 1957 году. В шахматных турнирах участвовала почти до столетнего возраста.